# Kuomintang
Il Kuomintang (pron. [kwɔminˈtanɡ]), abbreviato in KMT (中國國民黨T, 中国国民党S, Zhōngguó GuómíndǎngP, Chung-kuo Kuo-min-tangW, lett. "Partito Nazionalista Cinese"), è un partito politico di Taiwan.
Fondato nel 1919,  governò la Repubblica di Cina a partire dalla dissoluzione dell'Impero Qing fino al successo definitivo della rivoluzione comunista. Dal 1949 è attivo esclusivamente a Taiwan, che ha governato ininterrottamente fino ai primi anni 2000, quando è iniziata un'alternanza con il Partito Progressista Democratico. A differenza di quest'ultimo il Kuomintang è da sempre estremamente contrario all'indipendenza taiwanese, sostenendo l'identità cinese degli abitanti dell'isola.
Nella Repubblica Popolare Cinese è attivo il Comitato Rivoluzionario del Kuomintang, nato da una scissione a sinistra nel 1948: il CRK è membro del Fronte Unito ed alleato del Partito Comunista Cinese.
A partire dalla leadership di Ma Ying-jeou nel 2008, si sono approfonditi i contatti con il governo comunista di Pechino, con l'intenzione di portare lentamente a una riconciliazione.

## Nome
La traslitterazione in caratteri latini del termine, praticata innanzitutto dal partito stesso è Kuomintang, basata sulla trascrizione della pronuncia cinese secondo il sistema Wade-Giles. A partire dagli anni settanta si è iniziato a impiegare nella letteratura inglese anche la trasformazione in caratteri latini dal sistema di trasliterazione pinyin Guomindang, abbreviata in GMD, per analogia con la sigla tradizionale KMT. Partito fondatore della Repubblica di Cina, ha sede a Taipei.

## Storia

### In Cina
Storicamente il KMT venne fondato da Song Jiaoren e Sun Yat-sen subito dopo la rivoluzione Xinhai del 1911, che rovesciò la dinastia Qing e impose in Cina la repubblica. Sun Yat-Sen fu il presidente provvisorio. Alla base c'erano i cosiddetti "Tre Principi del Popolo": "Indipendenza nazionale" (espulsione degli aggressori stranieri), "Potere del popolo" (cioè democrazia) e "Benessere del popolo" (riforma agraria). Vinse le elezioni, ma con un colpo di Stato prese il potere il generale Yuan Shikai. Sun Yat-sen andò in esilio, tornando nel 1917 e rifondando il Kuomintang.
Dopo la morte di Sun Yat-sen nel 1925, la guida del partito fu presa da Wang Jingwei, leader della sinistra, e da Hu Hanmin, leader della destra, ma il personaggio più potente era diventato Chiang Kai-shek, braccio destro di Sun già durante l'esilio, il quale, come sovrintendente dell'Accademia militare di Whampoa, aveva il controllo dell'esercito. Grazie alla sua superiorità militare, il KMT si attestò nella zona di Canton, appoggiato dai signori della guerra del Guangxi. I suoi principali rivali su scala nazionale erano i signori della guerra del governo Beiyang, che controllavano Pechino.
Il 5 giugno 1926, Chiang Kai-shek fu nominato comandante in capo dell'Esercito rivoluzionario nazionale dal Governo nazionalista e divenne il leader del KMT il 6 luglio 1926. Tre giorni dopo annunciò la Spedizione del Nord per sconfiggere i rivali di Pechino e riunificare il Paese.
Nel corso del conflitto nacque la frattura tra la sinistra e la destra del partito dopo che nel gennaio del 1927 il leader della sinistra Wang Jingwei, con l'aiuto dei sovietici, conquistò Wuhan e annunciò che il governo nazionale veniva spostato in quella città. Chiang Kai-shek guidò le proprie truppe ad occupare Nanchino in marzo, interruppe la spedizione e concentrò le sue forze nella lotta contro Wang e i suoi alleati del Partito Comunista Cinese (PCC). Ordinò l'espulsione del PCC e dei consiglieri militari sovietici e, il 12 aprile, inviò le truppe nazionaliste a compiere il Massacro di Shanghai. Gli eventi costrinsero Wang ad arrendersi ma avrebbero portato in seguito alla guerra civile cinese.
Fu quindi ripresa la Spedizione del Nord e nel 1928 Chiang Kai-shek, nominato generalissimo, conquistò Pechino, che divenne la capitale della Cina. Il nuovo ordine politico fu avallato dalle principali diplomazie mondiali che riconobbero il governo formato dal KMT. La capitale fu poi spostata a Nanchino e fu ordinata la persecuzione dei lealisti della dinastia Qing. Con il governo di Chiang seguì un periodo di stabilità e prosperità. Nel 1928, il governo nazionalista chiese alle potenze occidentali che venissero rinegoziati i trattati ineguali firmati con gli imperatori Qing.
L'aggressione alla Cina dell'Impero giapponese, che avrebbe portato nel 1937 allo scoppio della seconda guerra sino-giapponese, ebbe inizio nel 1931 quando i giapponesi architettarono l'incidente di Mukden e occuparono la Manciuria. Il Partito Comunista Cinese si era nel frattempo riorganizzato e Chiang decise che per essere in grado di fronteggiare i giapponesi era prima necessario risolvere il problema dei comunisti, e diede inizio a una nuova campagna di sterminio nel 1934. Il PCC dovette lasciare i presidi nella Cina meridionale e centrale e rifugiarsi sulle montagne con la grande ritirata conosciuta come la Lunga marcia, nel corso della quale meno del 10% delle truppe comuniste sopravvisse e raggiunse le nuove basi dello Shaanxi, con l'aiuto dei sovietici.
Con l'invasione delle truppe imperiali nel 1937 allo scoppio della seconda guerra sino-giapponese, il generale Zhang Xueliang, che sosteneva la priorità di combattere i giapponesi, fu convinto dal PCC a prendere Chiang in ostaggio durante l'Incidente di Xi'an, costringendolo ad accettare l'alleanza con i comunisti contro gli invasori. La cooperazione fra le due eterogenee fazioni durò poco e presto ciascuna iniziò a combattere per conto proprio, con frequenti attacchi reciproci, favorendo l'avanzata delle truppe di Tokyo. Chiang Kai-shek divenne Direttore generale del Kuomintang il 29 marzo 1938 e lo sarebbe rimasto fino alla morte, il 5 aprile 1975.
La resistenza contro i giapponesi di nazionalisti e comunisti continuò durante la Seconda guerra mondiale, terminando nel 1945 con la sconfitta dei Giapponesi da parte degli Alleati. Seguì una guerra civile che si concluse nel 1949 con il trionfo del Partito Comunista Cinese, che costrinse alla fuga all'isola di Formosa Chiang e i nazionalisti del Kuomintang.

### A Taiwan
A Taiwan il KMT controllò il governo dell'isola-stato sotto un unico partito di Stato guidato da Chiang Kai-shek, finché le riforme intervenute dalla fine degli anni settanta agli anni novanta allentarono la sua presa sul potere. Alla morte del generalissimo, nel 1975, al governo andò per un triennio il vice Yen Chia-jin, mentre divenne presidente del Kuomintang il figlio del leader, Chiang Ching-kuo, che nel 1978 unì le due cariche. Alla sua morte nel gennaio 1988 ci fu uno scontro all'interno del partito tra il vice presidente della repubblica Lee Teng-hui (primo della generazione cresciuta a Taiwan), e la fazione guidata dal generale Hau Pei-tsun. Al congresso di luglio fu eletto un comitato centrale con 31 membri, 16 dei quali erano nativi taiwanesi, che sostennero Lee Teng-hui, che restò così anche al vertice del partito fino al 2000.
Nel 1996 alle prime elezioni dirette del presidente della repubblica, Lee Teng-hui fu eletto con il 54% dei voti, ma dal 2000 il partito per la prima volta, a causa di una spaccatura tra due candidati, fu sconfitto a favore del candidato indipendentista del Partito Progressista Democratico (DPP), nonostante questo avesse ottenuto solo il 39% dei voti.
È il partito politico più antico di Taiwan e detiene la maggioranza dei seggi dopo il PPD nello Yuan legislativo. Attualmente è considerato come un partito conservatore, membro dell'Unione Democratica Internazionale (alla quale appartengono partiti come il Partito Repubblicano degli Stati Uniti o il Partito Popolare spagnolo). L'ex-presidente della Repubblica di Taiwan Ma Ying-jeou è stato il settimo membro del KMT a detenere questa carica.
Taiwan, sotto Chiang Kai-shek, era diventata un importante tassello per la strategia statunitense del contenimento del comunismo, questo stato di cose crollò nell'ottobre 1971, quando alla Repubblica popolare venne assegnato il seggio, fino ad allora riconosciuto a Taiwan, alle Nazioni Unite, e in occasione del febbraio 1972, con la visita ufficiale del presidente Nixon nella Repubblica popolare. Ciononostante Chiang Kai-shek perseverò nella politica di scontro fino alla sua morte nel 1975. Gli succedette il suo vice e poi, nel 1978, suo figlio Chiang Ching-kuo, che avviò una politica di cauta liberalizzazione politica. Chiang Ching-kuo rimase scettico circa i rapporti con Pechino. Dopo la sua presidenza la prospettiva di rovesciare il governo di Pechino e riprendere il controllo di tutta la Cina, già estremamente indebolita dopo la morte di Chiang Kai-shek, venne nei fatti totalmente abbandonata, optando per un timido riavvicinamento, il commercio infatti iniziò ad aumentare rapidamente, e Taiwan nel 1987 allentò i controlli sulla valuta estera e rimosse il bando sui viaggi nella Cina continentale. Ad oggi la Cina continentale è il primo partner commerciale di Taiwan.
Insieme al Partito Prima la Gente e al Nuovo Partito Cinese il KMT forma quella che è nota come la coalizione pan-azzurra taiwanese, che sostiene la definitiva unificazione con il continente. Tuttavia il KMT è stato costretto a moderare il suo atteggiamento difendendo lo status quo politico e giuridico della moderna Taiwan. Il KMT accetta il "Principio di una sola Cina", ossia considera ufficialmente che vi sia soltanto una Cina e che la Repubblica di Cina (non la Repubblica Popolare Cinese) sia il suo governo legittimo. Tuttavia, a partire dal 2008, al fine di alleggerire le tensioni con la Repubblica Popolare Cinese, il KMT appoggia la politica dei "tre no" definita da Ma Ying-jeou: no all'unificazione, no all'indipendenza e no all'uso della forza.